# El Bisaura

Localització del Bisaura

El Bisaura és una comarca natural situada entre Osona i el Ripollès i formada pels municipis de Sant Quirze de Besora, Montesquiu, Sora, Santa Maria de Besora i Vidrà. Hom també hi compta el veïnat de Llaés (terme de Ripoll) i una part del terme municipal de Valllfogona de Ripollès). Pertany a la regió natural i històrica de l'Alt Ter.
La seva identitat pròpia respecte a la plana de Vic i el Ripollès queda palesa pel fet que, a la divisió comarcal de Catalunya, l'any 1932 va ser integrada al Ripollès, mentre que l'any 1990 va ser annexada a Osona.

## Història
L'origen del nom de Bisaura ve del Basc, ja que diferents pobladors bascos varen arribar a la zona. Bisaura significa "Bassa-Uri-A, que significa "ciutat del bosc", degut al gran territori forestal que té la comarca natural.
La capital, o el municipi més poblat de la comarca, Sant Quirze de Besora, va tenir presència humana a l'època ibèrica o tardoromana, però va néixer l'any 898 per la presència de pagesos residents a la zona per la seguretat que aportava el Castell de Besora (Santa Maria de Besora). Més tard, durant el segle XI, l'esposa de Ramon Berenguer I, l'Ermessenda de Carcassona, va viure uns quants anys a Sant Quirze, i també va morir a la població. Això va portar a posar en una placa d'una de les places del poble, el seu nom.
El 1285, es construeix el Castell de Montesquiu, i al segle XVI es va construir la primera casa del poble de Montesquiu, una ferreria (encara conservada), cosa que va portar a construir més cases a voltant de la ferreria.
El 20 de març de 1714, es produeix la primera Batalla de Montesquiu, de la Guerra de Successió (1701-1715) amb victòria borbònica però amb una gran defensa catalana a la zona (ja que hi van anar a atacar aproximadament uns 1.500 borbònics, una quantitat molt alta). Llavors, el 4 d'octubre de 1836, es produeix la segona Batalla de Montesquiu de la Primera Guerra Carlista (1833-1840) entre els liberals i els carlistes, amb victòria dels carlistes, que tindran possessió de la zona fins al final de la guerra.
Durant els segles XIX i XX, és va instaurar la indústria tèxtil per la zona de Sant Quirze i Montesquiu, cosa que va fer portar població cap a la zona, sobretot la més pròxima al riu Ter, on hi havien les colònies tèxtils. Tot això va atraure les famílies burgueses i empresàries cap a la zona del Bisaura.
Degut al creixement demogràfic del poble de Montesquiu a finals del segle XIX i a principis del segle xx, el 25 d'agost de 1934 es produeix la segregació del poble de Montesquiu del poble de Sant Quirze de Besora, separant així els dos municipis més poblats de la comarca natural del Bisaura. La zona del Bisaura va pertànyer a la comarca del Ripollès durant la Segona República Espanyola i durant la etapa democràtica fins a l'any 1990, quan es va modificar l'adscripció comarcal dels municipis del Bisaura des de la comarca del Ripollès a la comarca d'Osona.

## Geografia

### Situació
Està situat al pre-pirineu català a cavall de la província de Barcelona i la província de Girona, al nord de la comarca d'Osona, a uns 20 km de Vic i a uns 12 km de Ripoll. Confronta amb zones de gran tradició turística com el Ripollès al nord, la Garrotxa a l'est, el Lluçanès a l'oest i la plana de Vic al sud.
Els seus pobles tenen més de 1000 anys d'història i formen part del naixement de Catalunya.

### Relleu, Clima i Paisatge (Rius, boscos, muntanyes...)
El Bisaura destaca per la bellesa dels seus paisatges en un entorn natural d'alt valor ecològic i amb una presència humana estretament vinculada als usos de la terra.
Per la gran importància del valor ecològic i de biodiversitat que presenta, la meitat de la seva superfície (52.44 km²) està inclosa en l'Espai d'Interès Natural de les serres de Milany-Santa Magdalena i Puigsacalm-Bellmunt, i 4.56 km² són dins l'Espai d'Interès Natural del Parc del Castell de Montesquiu.
El relleu és muntanyós amb altituds que comprenen entre els 700m a les cotes inferiors i 1.500m a cotes superiors. La pluviometria elevada permet que els cursos d’aigua siguin abundants deixant una orografia ben accidentada i nombrosos salts d’aigua. Hi destaquen els rius Ter i Ges.

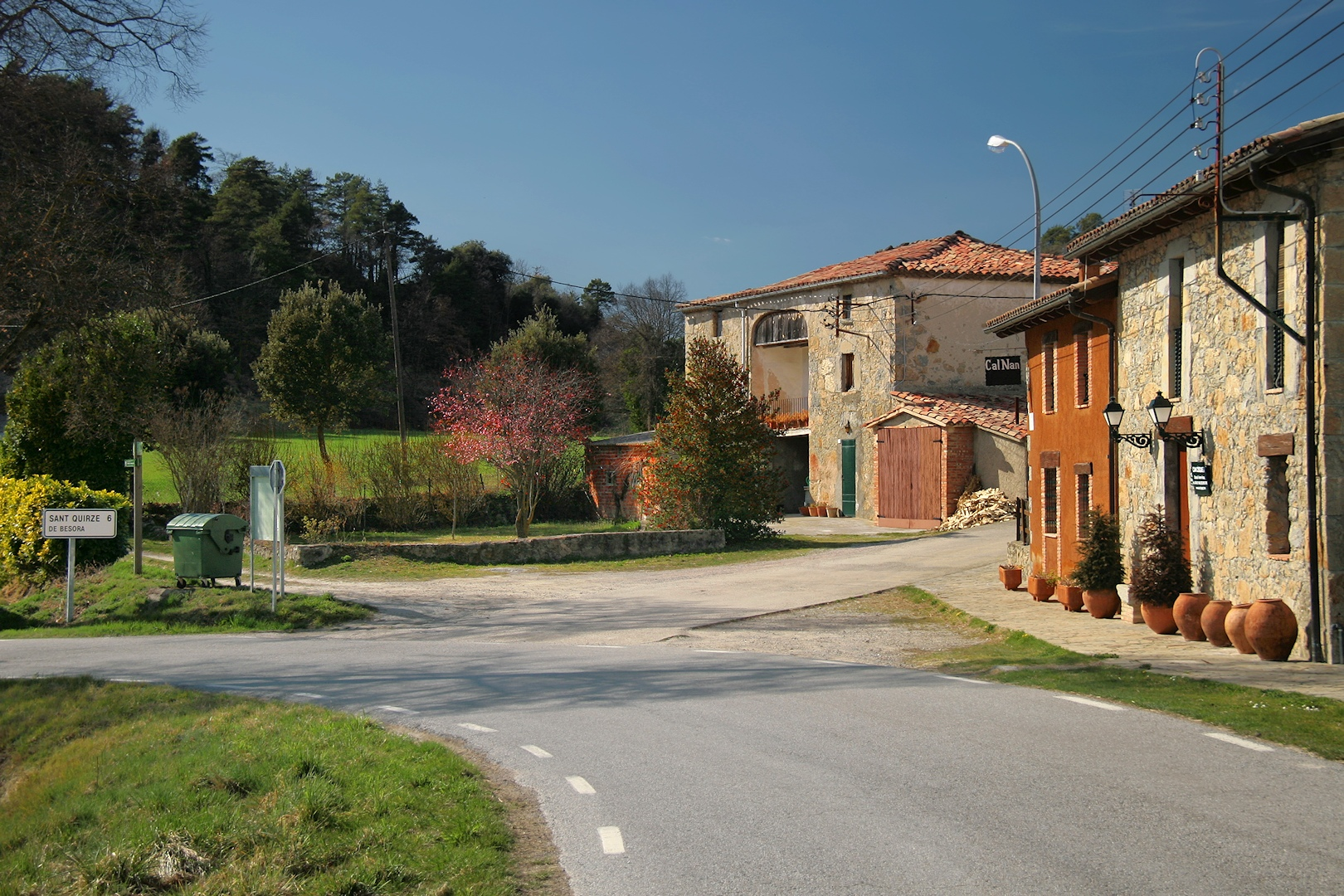
Santa Maria de Besora

### Vegetació
La vegetació predominant és boscosa amb alternances entre faig i roure; faig als vessants obacs i roure als vessants asolellats. També hi ha grans superfícies de conreu i prats de pastura. Destacar les fagedes de la serra de Bellmunt, la serra de Curull, la serra de Llancers, la massa forestal de la zona de Vidrà i el vessant nord del Puigsacalm. Els arbustos que predominen als prats són boixos, avellaners, arços i ginebrons i també es troba molta varietat de petites plantes (espígol, farigola, romaní, violetes, etcètera).

## Demografia
El Bisaura té cinc municipis: Sant Quirze de Besora, Montesquiu, Sora, Santa Maria de Besora i Vidrà. El Bisaura ocupa una superfície de 103.8 km² i conjuntament suma una població total de 3.778 habitants (any 2024).
| Entitat de població   | Habitants (2024) |
| --------------------- | ---------------- |
| Montesquiu            | 1.099            |
| Sant Quirze de Besora | 2.127            |
| Santa Maria de Besora | 164              |
| Sora                  | 219              |
| Vidrà                 | 169              |
| Font: Idescat         |                  |

## Llocs d'interès
- Castell de Montesquiu
- Castell de Besora
- Castell de Milany
- Morro del Quer
- Els Bufadors de Beví
- Salt del Molí
- Salt del Mir
- Camí Vora Ter
- Les Baumes (Teixidor, Fleus, Baumassa, Ferrers, etc)